# Liptauer

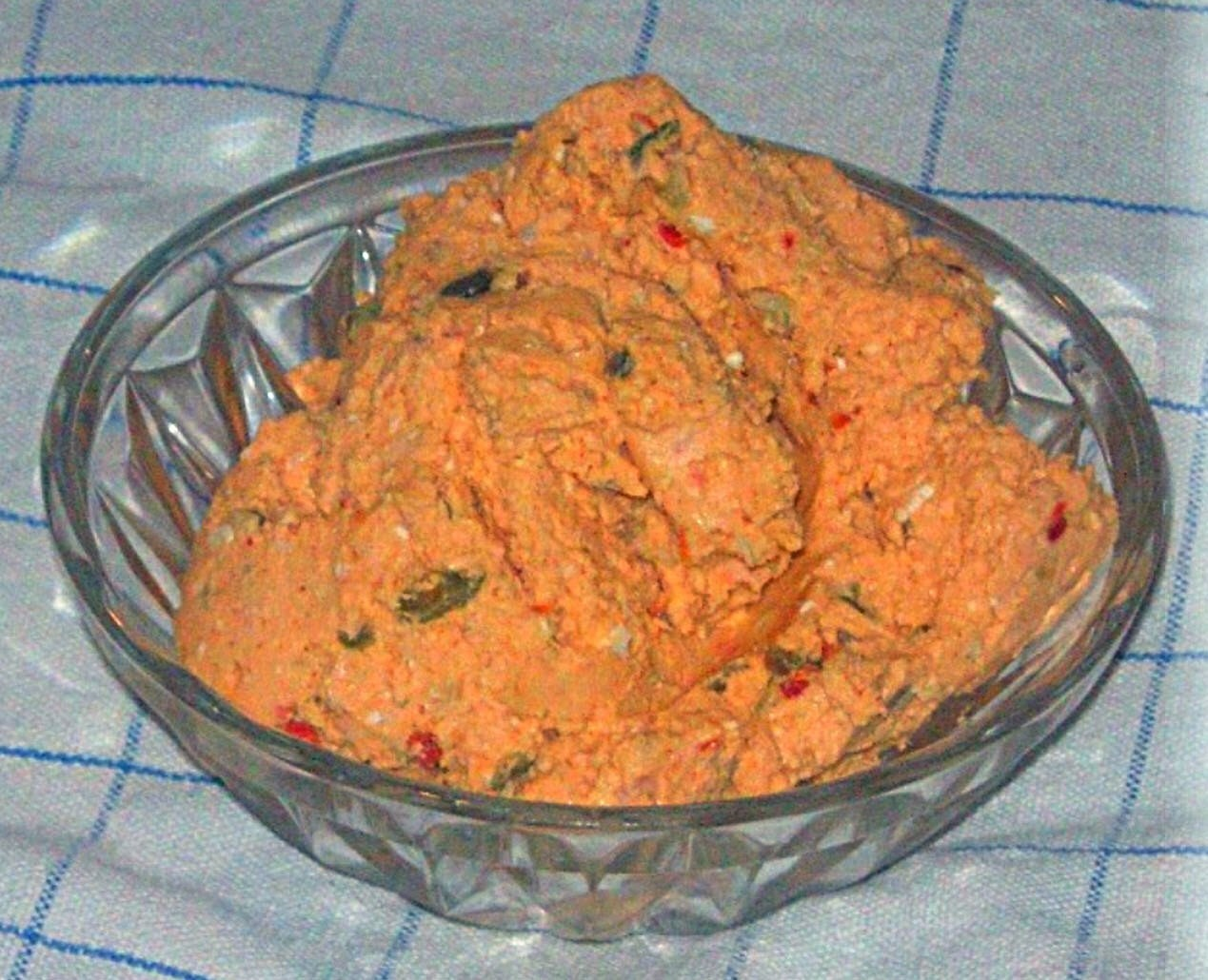
Eine Schüssel Liptauer

Liptauer ist ein pikanter Brotaufstrich aus der slowakischen, ungarischen und österreichischen Küche. Er ist typischer Bestandteil des Speiseangebots beim Heurigen oder Buschenschank. Der Name leitet sich von der slowakischen Region Liptau ab. In Ungarn wird der Liptauer Liptói túró oder Körözött genannt, in der Slowakei ist der Aufstrich als Liptovská nátierka oder offiziell bryndzová nátierka (Brimsenaufstrich) bzw. šmirkás (vom dt. Schmierkäse) bekannt, tschechisch: Liptovská pomazánka.

## Zubereitung
Liptauer ist im österreichischen Lebensmittelkodex definiert als ein aus Speisetopfen mit Butter oder Rahm und unter Zugabe von geschmacksgebenden Zutaten (zumeist Paprika, Zwiebel und Kümmel) hergestellter Streichkäse. In der häuslichen Herstellung wird häufig Brimsen eingesetzt, ein gesalzener Frischkäse aus Schafsmilch, der heute noch in der Slowakei und Polen (unter dem Namen Bryndza), in Rumänien (dort unter dem Namen Brânză) und in Ungarn (dort unter dem Namen liptói túró) hergestellt wird. Der durch ein Sieb gestrichene Brimsen (oder ersatzweise Topfen bzw. Quark) wird mit einem gleichen Teil schaumig gerührter Butter zu einer Creme verrührt und in der ursprünglichen, bäuerlichen Form nur mit Rosenpaprika, Kümmel, Pfeffer und geriebener Zwiebel gewürzt. Die Verwendung von Salz ist nur notwendig, wenn man den bereits salzigen Brimsen durch einen ungesalzenen Frischkäse oder Quark ersetzt. In späterer Zeit kamen als „bürgerliche“ Verfeinerung der Rezeptur Kapern, Senf, Sardellen oder Sardellenpaste sowie klein gewürfelte Salzgurken dazu. In einigen alten Rezepten gehört auch bitteres Bier zu den Zutaten, das mit der Creme verrührt wurde. Laut dem Kochbuch der „klassischen ungarischen Küche“ (George Lang) wurde in aristokratischen Kreisen Ungarns sowie in den vornehmen Restaurants der Monarchie der Brotaufstrich mit Hausenkaviar garniert. Zur Garnitur verwendet man etwas fein geschnittenen Schnittlauch, oftmals aber auch die für ein ungarisches Frühstück bzw. die Speckjause typischen, in dünne Ringe geschnittenen hellgrünen Paprika. Liptauer wird als Brotaufstrich gegessen oder als Dip gereicht.
Liptauer ist sowohl hausgemacht als auch als Fertigprodukt erhältlich.